# Trypanocentra mallochi
Trypanocentra mallochi är en tvåvingeart som beskrevs av Hardy 1986. Trypanocentra mallochi ingår i släktet Trypanocentra och familjen borrflugor. Inga underarter finns listade i Catalogue of Life.